# South Lockport (Nueva York)
South Lockport es un lugar designado por el censo ubicado en el condado de Niágara en el estado estadounidense de Nueva York. En el año 2000 tenía una población de 8,552 habitantes y una densidad poblacional de 575 personas por km².

## Geografía
South Lockport se encuentra ubicado en las coordenadas 43°8′3″N 78°41′10″O / 43.13417, -78.68611.

## Demografía
Según la Oficina del Censo en 2000 los ingresos medios por hogar en la localidad eran de $36,410, y los ingresos medios por familia eran $45,370. Los hombres tenían unos ingresos medios de $34,840 frente a los $24,162 para las mujeres. La renta per cápita para la localidad era de $18,945. Alrededor del 12.5% de la población estaban por debajo del umbral de pobreza.